# Alexander von Zemlinsky
Alexander von Zemlinsky; álneve Al Roberts (Bécs, 1871. október 14. – Larchmont, New York, 1942. március 15.) osztrák zeneszerző és karmester. Adolf von Zemlinszky író, újságíró fia.

## Életpályája
A bécsi konzervatóriumban Anton Door, Franz Kenn, Robert és Johann Nepomuk Fuchs tanítványa volt. 1895-ben ismerkedett meg és barátkozott össze  Arnold Schönberggel, aki ekkoriban banktisztviselőként dolgozott. Zemlinsky annak az amatőr zenekarnak a karmestere volt, amelyben Schönberg csellózott. Zemlinsky instrukciókkal látta el Schönberget a zeneszerzéssel, az összhangzattannal és az ellenponttal kapcsolatban. Ennek eredményeképpen született meg Schönberg első nyilvánosság előtt bemutatott műve, a D-dúr vonósnégyes (1897).
Schönberg 1901-ben költözött Berlinbe, és feleségül vette Zemlinsky húgát, Mathildét. 
Zemlinsky 1904 és 1911 között a  bécsi Volksoper karmestere volt; időközben, 1907-1908-ban Gustav Mahler a bécsi Hofoperhez szerződtette őt.
1909-től  Mannheimben volt udvari karnagy, majd ismét Bécsben, Prágában, végül 1927-től Berlinben a Kroll-operánál működött. 1934-ben Budapesten is vezényelt.

## Főbb művei

### Operák
- Sarema (1897)
- Es war einmal (1900) (librettó: Maximilian Singer, Holger Drachmanns azonos című vígjátéka nyomán, karmester, rendező: Gustav Mahler)
- Kleider machen Leute (Gottfried Keller nyomán, 1910),
- Eine florentinische Tragödie (Oscar Wilde nyomán, 1921),
- Der Kreidekreis (Klabund nyomán, 1934).

### Egyéb művek
Számos zongoradarabot, továbbá zenekari és kóruskompozíciókat is írt (pl. 23. zsoltár kórusra és zenekarra). 